# Interochromis loocki
Interochromis loocki és una espècie de peix de la família dels cíclids i de l'ordre dels perciformes.

## Morfologia
- Els mascles poden assolir 10,5 cm de longitud total.[2][3]

## Hàbitat
Viu en zones de clima tropical (3°S-9°S).

## Distribució geogràfica
Es troba a Àfrica: és una espècie de peix endèmica del Llac Tanganyika.